# سوزان بارك
سوزان بارك (بالإنجليزية: Susan Park)‏ هي ممثلة أمريكية، ولدت في 15 مارس 1985 في الولايات المتحدة.

## أعمال

### أفلام
- (2016) صائدو الأشباح[4][5]

### مسلسلات
- كاسل

## وصلات خارجية
- سوزان بارك على موقع IMDb (الإنجليزية)
- سوزان بارك على موقع ألو سيني (الفرنسية)
- سوزان بارك على موقع أول موفي (الإنجليزية)
- سوزان بارك على موقع قاعدة بيانات الفيلم (الإنجليزية)
- سوزان بارك على موقع كينوبويسك (الروسية)